# Breed (jeu vidéo)
Pour la chanson de Nirvana, voir Breed.
Breed est un jeu vidéo de tir à la première personne, édité par CDV Software Entertainment et développé par Brat Designs. Annoncé début 2001, le jeu est sorti en 2004 après de nombreux retards.

## Système de jeu
Breed est composée d'une campagne solo de 18 missions et d'un mode multijoueur.

## Réception
Le jeu a été mal accueilli par la presse spécialisée. Lors de ses premières présentations en 2001, le jeu avait attiré l'attention grâce à ses vastes décors, sa multitude de véhicules futuristes et ses promesses de combats attrayants. Toutefois, du fait de ses nombreux retards, Breed a laissé le temps à des concurrents d'apparaître et souffre systématiquement de la comparaison, comme avec Far Cry, Unreal Tournament 2004 ou encore Battlefield 1942. L'intelligence artificielle du jeu est unanimement décriée,,.